# Équipe de Pologne de football à la Coupe du monde 2018
Cet article relate le parcours de l’équipe de Pologne de football lors de la Coupe du monde de football 2018 organisée en Russie du 14 juin au 15 juillet 2018.

## Qualifications

### Groupe E
| Rang | Équipe     | Pts | J  | G | N | P | Bp | Bc | Diff |  | Résultats (▼ dom., ► ext.) |     |     |     |     |     |     |
| ---- | ---------- | --- | -- | - | - | - | -- | -- | ---- |  | -------------------------- | --- | --- | --- | --- | --- | --- |
| 1    | Pologne    | 25  | 10 | 8 | 1 | 1 | 28 | 14 | +14  |  | Pologne                    |     | 3-2 | 4-2 | 3-1 | 2-1 | 3-0 |
| 2    | Danemark   | 20  | 10 | 6 | 2 | 2 | 20 | 8  | +12  |  | Danemark                   | 4-0 |     | 0-1 | 1-1 | 1-0 | 4-1 |
| 3    | Monténégro | 16  | 10 | 5 | 1 | 4 | 20 | 12 | +8   |  | Monténégro                 | 1-2 | 0-1 |     | 1-0 | 4-1 | 5-0 |
| 4    | Roumanie   | 13  | 10 | 3 | 4 | 3 | 12 | 10 | +2   |  | Roumanie                   | 0-3 | 0-0 | 1-1 |     | 1-0 | 3-1 |
| 5    | Arménie    | 7   | 10 | 2 | 1 | 7 | 10 | 26 | -16  |  | Arménie                    | 1-6 | 1-4 | 3-2 | 0-5 |     | 2-0 |
| 6    | Kazakhstan | 3   | 10 | 0 | 3 | 7 | 6  | 26 | -20  |  | Kazakhstan                 | 2-2 | 1-3 | 0-3 | 0-0 | 1-1 |     |

## Préparation

### Matchs de préparation à la Coupe du monde
Détail des matchs amicaux
| Match amical           | Pologne | 0 - 1   | Nigeria          | Stade municipal de Wrocław, Wrocław             |                                                 |
| 23 mars 2018 20h45 HEC |         | (0 - 0) | 61e (pen.) Moses | Spectateurs : 41 208 Arbitrage : Michael Oliver | Spectateurs : 41 208 Arbitrage : Michael Oliver |

| Match amical           | Pologne                                        | 3 - 2   | Corée du Sud                  | Stade de Silésie, Chorzów |                         |
| 27 mars 2018 20h45 HEC | Lewandowski 32e · Grosicki 45e · Zieliński 90e | (2 - 0) | 85e Chang-mini · 87e Hee-chan | Arbitrage : Tore Hansen   | Arbitrage : Tore Hansen |

| Match amical          | Pologne                         | 2 - 2   | Chili                     | Stade INEA, Poznań          |                             |
| 8 juin 2018 20h45 HEC | Lewandowski 30e · Zieliński 34e | (2 - 1) | 38e Valdes · 56e Albornoz | Arbitrage : Paolo Mazzoleni | Arbitrage : Paolo Mazzoleni |

| Match amical           | Pologne                                                        | 4 - 0   | Lituanie | Stade national de Varsovie, Varsovie |                        |
| 12 juin 2018 18h00 HEC | Lewandowski 19e 32e · Kownacki 71e · Błaszczykowski 82e (pen.) | (2 - 0) |          | Arbitrage : Kevin Blom               | Arbitrage : Kevin Blom |

## Effectif
L'effectif de Pologne, est annoncé le 4 juin 2018. Kamil Glik est incertain.
| Numéro / Nom       | Numéro / Nom         | Club                   | Date de naissance et âge*  | J.              | Buts            |                 |                 |                 |
| Gardiens de but    | Gardiens de but      | Gardiens de but        | Gardiens de but            | Gardiens de but | Gardiens de but | Gardiens de but | Gardiens de but | Gardiens de but |
| ------------------ | -------------------- | ---------------------- | -------------------------- | --------------- | --------------- | --------------- | --------------- | --------------- |
| 01                 | Wojciech Szczęsny    | Juventus Turin         | 18 avril 1990 (28 ans)     | 2               | 0               | 0               | 0               | 0               |
| 12                 | Bartosz Białkowski   | Ipswich Town           | 6 juillet 1987 (30 ans)    | 0               | 0               | 0               | 0               | 0               |
| 22                 | Łukasz Fabiański     | Swansea City           | 18 avril 1985 (33 ans)     | 1               | 0               | 0               | 0               | 0               |
| Défenseurs         |                      |                        |                            |                 |                 |                 |                 |                 |
| 02                 | Michał Pazdan        | Legia Varsovie         | 21 septembre 1987 (30 ans) | 2               | 0               | 0               | 0               | 0               |
| 03                 | Artur Jędrzejczyk    | Legia Varsovie         | 4 novembre 1987 (30 ans)   | 1               | 0               | 0               | 0               | 0               |
| 04                 | Thiago Cionek        | SPAL 2013              | 21 avril 1986 (32 ans)     | 1               | 0               | 0               | 0               | 0               |
| 05                 | Jan Bednarek         | Southampton FC         | 12 avril 1996 (22 ans)     | 3               | 1               | 1               | 0               | 0               |
| 15                 | Kamil Glik           | AS Monaco              | 3 février 1988 (30 ans)    | 2               | 0               | 0               | 0               | 0               |
| 18                 | Bartosz Bereszyński  | UC Sampdoria           | 12 juillet 1992 (25 ans)   | 3               | 0               | 0               | 0               | 0               |
| 20                 | Łukasz Piszczek      | Borussia Dortmund      | 3 juin 1985 (33 ans)       | 2               | 0               | 0               | 0               | 0               |
| Milieux de terrain |                      |                        |                            |                 |                 |                 |                 |                 |
| 06                 | Jacek Góralski       | PFK Ludogorets Razgrad | 21 septembre 1992 (25 ans) | 2               | 0               | 1               | 0               | 0               |
| 08                 | Karol Linetty        | UC Sampdoria           | 2 février 1995 (23 ans)    | 0               | 0               | 0               | 0               | 0               |
| 10                 | Grzegorz Krychowiak  | West Bromwich Albion   | 29 janvier 1990 (28 ans)   | 3               | 1               | 1               | 0               | 0               |
| 11                 | Kamil Grosicki       | Hull City              | 8 juin 1988 (30 ans)       | 3               | 0               | 0               | 0               | 0               |
| 13                 | Maciej Rybus         | Lokomotiv Moscou       | 19 août 1989 (28 ans)      | 2               | 0               | 0               | 0               | 0               |
| 16                 | Jakub Błaszczykowski | VfL Wolfsburg          | 14 décembre 1985 (32 ans)  | 1               | 0               | 0               | 0               | 0               |
| 17                 | Sławomir Peszko      | Lechia Gdańsk          | 19 février 1985 (33 ans)   | 1               | 0               | 0               | 0               | 0               |
| 19                 | Piotr Zieliński      | SSC Naples             | 20 mai 1994 (24 ans)       | 3               | 0               | 0               | 0               | 0               |
| 21                 | Rafał Kurzawa        | Górnik Zabrze          | 23 janvier 1993 (25 ans)   | 1               | 0               | 0               | 0               | 0               |
| Attaquants         |                      |                        |                            |                 |                 |                 |                 |                 |
| 07                 | Arkadiusz Milik      | SSC Naples             | 28 février 1994 (24 ans)   | 1               | 0               | 0               | 0               | 0               |
| 09                 | Robert Lewandowski   | Bayern Munich          | 21 août 1988 (29 ans)      | 3               | 0               | 0               | 0               | 0               |
| 14                 | Łukasz Teodorczyk    | RSC Anderlecht         | 3 juin 1991 (27 ans)       | 2               | 0               | 0               | 0               | 0               |
| 23                 | Dawid Kownacki       | UC Sampdoria           | 14 mars 1997 (21 ans)      | 2               | 0               | 0               | 0               | 0               |
| Sélectionneur      |                      |                        |                            |                 |                 |                 |                 |                 |
|                    | Adam Nawałka         |                        | 23 octobre 1957 (60 ans)   |                 |                 |                 |                 |                 |

* NB : Les âges sont calculés au début de la Coupe du monde 2018, le 14 juin 2018.

## Coupe du monde

### Premier tour - Groupe H
|   | Équipe   | Pts | J | G | N | P | Bp | Bc | Diff |
| 1 | Colombie | 6   | 3 | 2 | 0 | 1 | 5  | 2  | +3   |
| 2 | Japon    | 4   | 3 | 1 | 1 | 1 | 4  | 4  | 0    |
| 3 | Sénégal  | 4   | 3 | 1 | 1 | 1 | 4  | 4  | 0    |
| 4 | Pologne  | 3   | 3 | 1 | 0 | 2 | 2  | 5  | -3   |

| 15 | 19 juin 2018 | Pologne  | 1 - 2 | Sénégal  |
| 16 | 19 juin 2018 | Colombie | 1 - 2 | Japon    |
| 31 | 24 juin 2018 | Pologne  | 0 - 3 | Colombie |
| 32 | 24 juin 2018 | Japon    | 2 - 2 | Sénégal  |
| 47 | 28 juin 2018 | Japon    | 0 - 1 | Pologne  |
| 48 | 28 juin 2018 | Sénégal  | 0 - 1 | Colombie |

#### Pologne - Sénégal
| Match 16                                                 | Pologne                                   | 1 - 2   | Sénégal                                           | Stade du Spartak, Moscou                         |                                                  |
| 19 juin 2018 · 18:00 (UTC+3) · Historique des rencontres | ( Kamil Grosicki) Grzegorz Krychowiak 86e | (0 - 1) | 37e (csc) Thiago Rangel Cionek · 60e M'Baye Niang | Spectateurs : 44 190 Arbitrage : Nawaf Shukralla | Spectateurs : 44 190 Arbitrage : Nawaf Shukralla |
| 19 juin 2018 · 18:00 (UTC+3) · Historique des rencontres | Rapport                                   |         |                                                   | Spectateurs : 44 190 Arbitrage : Nawaf Shukralla | Spectateurs : 44 190 Arbitrage : Nawaf Shukralla |

| Pologne | Sénégal |

| POLOGNE :       |    |                      |     |     |
|                 |    |                      |     |     |
| Gardien de but  | 01 | Wojciech Szczęsny    |     |     |
|                 | 20 | Łukasz Piszczek      |     | 83e |
|                 | 04 | Thiago Rangel Cionek |     |     |
|                 | 02 | Michał Pazdan        |     |     |
|                 | 13 | Maciej Rybus         |     |     |
|                 | 10 | Grzegorz Krychowiak  | 12e |     |
|                 | 19 | Piotr Zieliński      |     |     |
|                 | 16 | Jakub Błaszczykowski |     | 46e |
|                 | 07 | Arkadiusz Milik      |     | 73e |
|                 | 11 | Kamil Grosicki       |     |     |
|                 | 09 | Robert Lewandowski   |     |     |
| Remplaçants :   |    |                      |     |     |
|                 | 05 | Jan Bednarek         |     | 46e |
|                 | 23 | Dawid Kownacki       |     | 73e |
|                 | 18 | Bartosz Bereszyński  |     | 83e |
| Sélectionneur : |    |                      |     |     |
| Adam Nawałka    |    |                      |     |     |

| SÉNÉGAL :       |    |                    |     |     |
|                 |    |                    |     |     |
| Gardien de but  | 16 | Khadim N'Diaye     |     |     |
|                 | 22 | Moussa Wagué       |     |     |
|                 | 03 | Kalidou Koulibaly  |     |     |
|                 | 06 | Salif Sané         | 49e |     |
|                 | 12 | Youssouf Sabaly    |     |     |
|                 | 10 | Sadio Mané         |     |     |
|                 | 13 | Alfred N'Diaye     |     | 87e |
|                 | 05 | Idrissa Gueye      | 72e |     |
|                 | 18 | Ismaïla Sarr       |     |     |
|                 | 09 | Mame Biram Diouf   |     | 62e |
|                 | 19 | M'Baye Niang       |     | 75e |
| Remplaçants :   |    |                    |     |     |
|                 | 11 | Cheikh Ndoye       |     | 62e |
|                 | 14 | Pape Moussa Konaté |     | 75e |
|                 | 08 | Cheikhou Kouyaté   |     | 87e |
| Sélectionneur : |    |                    |     |     |
| Aliou Cissé     |    |                    |     |     |

| Assistants : Yaser Tulefat Taleb Al Maari Quatrième arbitre : Abdulrahman Al-Jassim Cinquième arbitre : Mohamed Al Hammadi Arbitre vidéo : Artur Soares Dias Assistants arbitre vidéo : Tiago Martins Hernán Maidana Wilton Sampaio Homme du Match : M'Baye Niang |

#### Pologne - Colombie
| Match 31                                                 | Pologne | 0 - 3   | Colombie | Kazan Arena, Kazan                                  |                                                     |
| 24 juin 2018 · 21:00 (UTC+3) · Historique des rencontres |         | (0 - 1) | 40e Yerry Mina (James Rodríguez ) · 70e Radamel Falcao (Juan Fernando Quintero ) · 75e Juan Cuadrado (James Rodríguez ) | Spectateurs : 42 873 Arbitrage : César Arturo Ramos | Spectateurs : 42 873 Arbitrage : César Arturo Ramos |
| 24 juin 2018 · 21:00 (UTC+3) · Historique des rencontres | Rapport |         | | Spectateurs : 42 873 Arbitrage : César Arturo Ramos | Spectateurs : 42 873 Arbitrage : César Arturo Ramos |

| Pologne | Colombie |

| POLOGNE :       |    |                     |     |     |
|                 |    |                     |     |     |
| Gardien de but  | 01 | Wojciech Szczęsny   |     |     |
|                 | 20 | Łukasz Piszczek     |     |     |
|                 | 05 | Jan Bednarek        | 61e |     |
|                 | 02 | Michał Pazdan       |     | 80e |
|                 | 18 | Bartosz Bereszyński |     | 72e |
|                 | 10 | Grzegorz Krychowiak |     |     |
|                 | 06 | Jacek Góralski      | 85e |     |
|                 | 13 | Maciej Rybus        |     |     |
|                 | 19 | Piotr Zieliński     |     |     |
|                 | 09 | Robert Lewandowski  |     |     |
|                 | 23 | Dawid Kownacki      |     | 57e |
| Remplaçants :   |    |                     |     |     |
|                 | 11 | Kamil Grosicki      |     | 57e |
|                 | 14 | Łukasz Teodorczyk   |     | 72e |
|                 | 15 | Kamil Glik          |     | 80e |
| Sélectionneur : |    |                     |     |     |
| Adam Nawałka    |    |                     |     |     |

| COLOMBIE :      |    |                        |  |     |
|                 |    |                        |  |     |
| Gardien de but  | 01 | David Ospina           |  |     |
|                 | 04 | Santiago Arias         |  |     |
|                 | 23 | Davinson Sánchez       |  |     |
|                 | 13 | Yerry Mina             |  |     |
|                 | 17 | Johan Mojica           |  |     |
|                 | 08 | Abel Aguilar           |  | 32e |
|                 | 05 | Wílmar Barrios         |  |     |
|                 | 11 | Juan Cuadrado          |  |     |
|                 | 20 | Juan Fernando Quintero |  | 73e |
|                 | 10 | James Rodríguez        |  |     |
|                 | 09 | Radamel Falcao         |  | 78e |
| Remplaçants :   |    |                        |  |     |
|                 | 15 | Mateus Uribe           |  | 32e |
|                 | 16 | Jefferson Lerma        |  | 73e |
|                 | 07 | Carlos Bacca           |  | 78e |
| Sélectionneur : |    |                        |  |     |
| José Pékerman   |    |                        |  |     |

| Assistants : Marvin Torrentera Miguel Hernández Quatrième arbitre : Julio Bascuñán Cinquième arbitre : Christian Schiemann Arbitre vidéo : Mauro Vigliano Assistants arbitre vidéo : Gery Vargas Roberto Díaz Pérez Daniele Orsato Homme du Match : James Rodríguez |

#### Japon - Pologne
| Match 47                                                 | Japon   | 0 - 1   | Pologne                           | Volgograd Arena, Volgograd                     |                                                |
| 28 juin 2018 · 18:00 (UTC+4) · Historique des rencontres |         | (0 - 0) | 59e Jan Bednarek (Rafał Kurzawa ) | Spectateurs : 42 189 Arbitrage : Janny Sikazwe | Spectateurs : 42 189 Arbitrage : Janny Sikazwe |
| 28 juin 2018 · 18:00 (UTC+4) · Historique des rencontres | Rapport |         |                                   | Spectateurs : 42 189 Arbitrage : Janny Sikazwe | Spectateurs : 42 189 Arbitrage : Janny Sikazwe |

| Japon | Pologne |

| JAPON :         |    |                  |     |     |
|                 |    |                  |     |     |
| Gardien de but  | 01 | Eiji Kawashima   |     |     |
|                 | 19 | Hiroki Sakai     |     |     |
|                 | 22 | Maya Yoshida     |     |     |
|                 | 20 | Tomoaki Makino   | 66e |     |
|                 | 05 | Yūto Nagatomo    |     |     |
|                 | 16 | Hotaru Yamaguchi |     |     |
|                 | 07 | Gaku Shibasaki   |     |     |
|                 | 21 | Gōtoku Sakai     |     |     |
|                 | 09 | Shinji Okazaki   |     | 47e |
|                 | 11 | Takashi Usami    |     | 65e |
|                 | 13 | Yoshinori Muto   |     | 82e |
| Remplaçants :   |    |                  |     |     |
|                 | 15 | Yuya Osako       |     | 47e |
|                 | 14 | Takashi Inui     |     | 65e |
|                 | 17 | Makoto Hasebe    |     | 82e |
| Sélectionneur : |    |                  |     |     |
| Akira Nishino   |    |                  |     |     |

| POLOGNE :       |    |                     |  |     |
|                 |    |                     |  |     |
| Gardien de but  | 22 | Łukasz Fabiański    |  |     |
|                 | 18 | Bartosz Bereszyński |  |     |
|                 | 15 | Kamil Glik          |  |     |
|                 | 05 | Jan Bednarek        |  |     |
|                 | 21 | Rafał Kurzawa       |  | 79e |
|                 | 10 | Grzegorz Krychowiak |  |     |
|                 | 06 | Jacek Góralski      |  |     |
|                 | 03 | Artur Jędrzejczyk   |  |     |
|                 | 19 | Piotr Zieliński     |  | 79e |
|                 | 09 | Robert Lewandowski  |  |     |
|                 | 11 | Kamil Grosicki      |  |     |
| Remplaçants :   |    |                     |  |     |
|                 | 14 | Łukasz Teodorczyk   |  | 79e |
|                 | 17 | Sławomir Peszko     |  | 79e |
| Sélectionneur : |    |                     |  |     |
| Adam Nawałka    |    |                     |  |     |

| Assistants : Jerson Dos Santos Zakhele Siwela Quatrième arbitre : Ricardo Montero Cinquième arbitre : Juan Carlos Mora Arbitre vidéo : Daniele Orsato Assistants arbitre vidéo : Gery Vargas Carlos Astroza Paolo Valeri Homme du Match : Jan Bednarek |

## Statistiques

### Temps de jeu
| Joueur               |          |          |          | TT       | But inscrit | Passe décisive | MJ       | MT       | Légende |
| -------------------- | -------- | -------- | -------- | -------- | ----------- | -------------- | -------- | -------- | --- |
| Gardiens             | Gardiens | Gardiens | Gardiens | Gardiens | Gardiens    | Gardiens       | Gardiens | Gardiens | Abréviations et symboles : TT : Total de minutes jouées MJ : Nombre de matchs joués MT : Matchs joués en tant que titulaire : but (csc) : but contre son camp : passe décisive : joueur entré : joueur remplacé : capitaine : carton jaune : carton rouge |
| Wojciech Szczęsny    | 90       | 90       | -        | 180      | -           | -              | 2        | 2        | Abréviations et symboles : TT : Total de minutes jouées MJ : Nombre de matchs joués MT : Matchs joués en tant que titulaire : but (csc) : but contre son camp : passe décisive : joueur entré : joueur remplacé : capitaine : carton jaune : carton rouge |
| Bartosz Białkowski   | -        | -        | -        | -        | -           | -              | -        | -        | Abréviations et symboles : TT : Total de minutes jouées MJ : Nombre de matchs joués MT : Matchs joués en tant que titulaire : but (csc) : but contre son camp : passe décisive : joueur entré : joueur remplacé : capitaine : carton jaune : carton rouge |
| Łukasz Fabiański     | -        | -        | 90       | 90       | -           | -              | 1        | 1        | Abréviations et symboles : TT : Total de minutes jouées MJ : Nombre de matchs joués MT : Matchs joués en tant que titulaire : but (csc) : but contre son camp : passe décisive : joueur entré : joueur remplacé : capitaine : carton jaune : carton rouge |
| Défenseurs           |          |          |          |          |             |                |          |          | Abréviations et symboles : TT : Total de minutes jouées MJ : Nombre de matchs joués MT : Matchs joués en tant que titulaire : but (csc) : but contre son camp : passe décisive : joueur entré : joueur remplacé : capitaine : carton jaune : carton rouge |
| Michał Pazdan        | 90       | 80       | -        | 170      | -           | -              | 2        | 2        | Abréviations et symboles : TT : Total de minutes jouées MJ : Nombre de matchs joués MT : Matchs joués en tant que titulaire : but (csc) : but contre son camp : passe décisive : joueur entré : joueur remplacé : capitaine : carton jaune : carton rouge |
| Artur Jędrzejczyk    | -        | -        | 90       | 90       | -           | -              | 1        | 1        | Abréviations et symboles : TT : Total de minutes jouées MJ : Nombre de matchs joués MT : Matchs joués en tant que titulaire : but (csc) : but contre son camp : passe décisive : joueur entré : joueur remplacé : capitaine : carton jaune : carton rouge |
| Thiago Cionek        | 90       | -        | -        | 90       | -           | -              | 1        | 1        | Abréviations et symboles : TT : Total de minutes jouées MJ : Nombre de matchs joués MT : Matchs joués en tant que titulaire : but (csc) : but contre son camp : passe décisive : joueur entré : joueur remplacé : capitaine : carton jaune : carton rouge |
| Jan Bednarek         | 44       | 90       | 90       | 224      | 1           | -              | 3        | 2        | Abréviations et symboles : TT : Total de minutes jouées MJ : Nombre de matchs joués MT : Matchs joués en tant que titulaire : but (csc) : but contre son camp : passe décisive : joueur entré : joueur remplacé : capitaine : carton jaune : carton rouge |
| Kamil Glik           | -        | 10       | 90       | 100      | -           | -              | 2        | 1        | Abréviations et symboles : TT : Total de minutes jouées MJ : Nombre de matchs joués MT : Matchs joués en tant que titulaire : but (csc) : but contre son camp : passe décisive : joueur entré : joueur remplacé : capitaine : carton jaune : carton rouge |
| Bartosz Bereszyński  | 7        | 72       | 90       | 169      | -           | -              | 3        | 2        | Abréviations et symboles : TT : Total de minutes jouées MJ : Nombre de matchs joués MT : Matchs joués en tant que titulaire : but (csc) : but contre son camp : passe décisive : joueur entré : joueur remplacé : capitaine : carton jaune : carton rouge |
| Łukasz Piszczek      | 83       | 90       | -        | 173      | -           | -              | 2        | 2        | Abréviations et symboles : TT : Total de minutes jouées MJ : Nombre de matchs joués MT : Matchs joués en tant que titulaire : but (csc) : but contre son camp : passe décisive : joueur entré : joueur remplacé : capitaine : carton jaune : carton rouge |
| Milieux              |          |          |          |          |             |                |          |          | Abréviations et symboles : TT : Total de minutes jouées MJ : Nombre de matchs joués MT : Matchs joués en tant que titulaire : but (csc) : but contre son camp : passe décisive : joueur entré : joueur remplacé : capitaine : carton jaune : carton rouge |
| Jacek Góralski       | -        | 90       | 90       | 180      | -           | -              | 2        | 2        | Abréviations et symboles : TT : Total de minutes jouées MJ : Nombre de matchs joués MT : Matchs joués en tant que titulaire : but (csc) : but contre son camp : passe décisive : joueur entré : joueur remplacé : capitaine : carton jaune : carton rouge |
| Karol Linetty        | -        | -        | -        | -        | -           | -              | -        | -        | Abréviations et symboles : TT : Total de minutes jouées MJ : Nombre de matchs joués MT : Matchs joués en tant que titulaire : but (csc) : but contre son camp : passe décisive : joueur entré : joueur remplacé : capitaine : carton jaune : carton rouge |
| Grzegorz Krychowiak  | 90       | 90       | 90       | 270      | 1           | -              | 3        | 3        | Abréviations et symboles : TT : Total de minutes jouées MJ : Nombre de matchs joués MT : Matchs joués en tant que titulaire : but (csc) : but contre son camp : passe décisive : joueur entré : joueur remplacé : capitaine : carton jaune : carton rouge |
| Kamil Grosicki       | 90       | 33       | 90       | 213      | -           | 1              | 3        | 2        | Abréviations et symboles : TT : Total de minutes jouées MJ : Nombre de matchs joués MT : Matchs joués en tant que titulaire : but (csc) : but contre son camp : passe décisive : joueur entré : joueur remplacé : capitaine : carton jaune : carton rouge |
| Maciej Rybus         | 90       | 90       | -        | 180      | -           | -              | 2        | 2        | Abréviations et symboles : TT : Total de minutes jouées MJ : Nombre de matchs joués MT : Matchs joués en tant que titulaire : but (csc) : but contre son camp : passe décisive : joueur entré : joueur remplacé : capitaine : carton jaune : carton rouge |
| Jakub Błaszczykowski | 46       | -        | -        | 46       | -           | -              | 1        | 1        | Abréviations et symboles : TT : Total de minutes jouées MJ : Nombre de matchs joués MT : Matchs joués en tant que titulaire : but (csc) : but contre son camp : passe décisive : joueur entré : joueur remplacé : capitaine : carton jaune : carton rouge |
| Sławomir Peszko      | -        | -        | 11       | 11       | -           | -              | 1        | -        | Abréviations et symboles : TT : Total de minutes jouées MJ : Nombre de matchs joués MT : Matchs joués en tant que titulaire : but (csc) : but contre son camp : passe décisive : joueur entré : joueur remplacé : capitaine : carton jaune : carton rouge |
| Piotr Zieliński      | 90       | 90       | 79       | 259      | -           | -              | 3        | 3        | Abréviations et symboles : TT : Total de minutes jouées MJ : Nombre de matchs joués MT : Matchs joués en tant que titulaire : but (csc) : but contre son camp : passe décisive : joueur entré : joueur remplacé : capitaine : carton jaune : carton rouge |
| Rafał Kurzawa        | -        | -        | 79       | 79       | -           | 1              | 1        | 1        | Abréviations et symboles : TT : Total de minutes jouées MJ : Nombre de matchs joués MT : Matchs joués en tant que titulaire : but (csc) : but contre son camp : passe décisive : joueur entré : joueur remplacé : capitaine : carton jaune : carton rouge |
| Attaquants           |          |          |          |          |             |                |          |          | Abréviations et symboles : TT : Total de minutes jouées MJ : Nombre de matchs joués MT : Matchs joués en tant que titulaire : but (csc) : but contre son camp : passe décisive : joueur entré : joueur remplacé : capitaine : carton jaune : carton rouge |
| Arkadiusz Milik      | 73       | -        | -        | 73       | -           | -              | 1        | 1        | Abréviations et symboles : TT : Total de minutes jouées MJ : Nombre de matchs joués MT : Matchs joués en tant que titulaire : but (csc) : but contre son camp : passe décisive : joueur entré : joueur remplacé : capitaine : carton jaune : carton rouge |
| Robert Lewandowski   | 90       | 90       | 90       | 270      | -           | -              | 3        | 3        | Abréviations et symboles : TT : Total de minutes jouées MJ : Nombre de matchs joués MT : Matchs joués en tant que titulaire : but (csc) : but contre son camp : passe décisive : joueur entré : joueur remplacé : capitaine : carton jaune : carton rouge |
| Łukasz Teodorczyk    | -        | 18       | 11       | 29       | -           | -              | 2        | -        | Abréviations et symboles : TT : Total de minutes jouées MJ : Nombre de matchs joués MT : Matchs joués en tant que titulaire : but (csc) : but contre son camp : passe décisive : joueur entré : joueur remplacé : capitaine : carton jaune : carton rouge |
| Dawid Kownacki       | 17       | 57       | -        | 74       | -           | -              | 2        | 1        | Abréviations et symboles : TT : Total de minutes jouées MJ : Nombre de matchs joués MT : Matchs joués en tant que titulaire : but (csc) : but contre son camp : passe décisive : joueur entré : joueur remplacé : capitaine : carton jaune : carton rouge |
| TOTAL                |          |          |          |          |             |                |          |          | Abréviations et symboles : TT : Total de minutes jouées MJ : Nombre de matchs joués MT : Matchs joués en tant que titulaire : but (csc) : but contre son camp : passe décisive : joueur entré : joueur remplacé : capitaine : carton jaune : carton rouge |
| Équipe de Pologne    | 90       | 90       | 90       | 270      | 2           | 2              | 3        | -        | Abréviations et symboles : TT : Total de minutes jouées MJ : Nombre de matchs joués MT : Matchs joués en tant que titulaire : but (csc) : but contre son camp : passe décisive : joueur entré : joueur remplacé : capitaine : carton jaune : carton rouge |

| Buts  | Joueurs             | Adversaires |
| ----- | ------------------- | ----------- |
| 1     | Grzegorz Krychowiak | Sénégal     |
| 1     | Jan Bednarek        | Japon       |
| TOTAL | 2 BUTS              | 2 BUTS      |

| Passes | Joueurs            | Adversaires        |
| ------ | ------------------ | ------------------ |
| 1      | Kamil Grosicki     | Sénégal            |
| 1      | Rafał Kurzawa      | Japon              |
| TOTAL  | 2 PASSES DÉCISIVES | 2 PASSES DÉCISIVES |